# James Cloppenburg jr.
James Cloppenburg jr. (* 31. August 1902 in Berlin; † 1986) war ein deutscher Kaufmann und Unternehmer. Er lenkte über einen ungewöhnlich langen Zeitraum von 60 Jahren das Familienunternehmen Peek & Cloppenburg (Düsseldorf). Sein Vorgänger war sein Vater James Cloppenburg sen. (1877–1926), sein Nachfolger sein Sohn Harro Uwe Cloppenburg (1940–2023). James Cloppenburg jr. lebte sehr zurückgezogen und scheute die Öffentlichkeit, über ihn wurde nur wenig öffentlich bekannt. Zuletzt war er persönlich haftender Gesellschafter bei der Peek & Cloppenburg KG.

## Herkunft
Seine beiden Großväter Heinrich Anton Adolph Cloppenburg (1844–1922) und Johann Theodor Peek (1845–1907) hatten gemeinsam das Textilhandelshaus Peek & Cloppenburg 1869 in den Niederlanden gegründet, 1901 auch in Deutschland. Sein Vater James sen. gründete ebenfalls 1901 ein zunächst davon unabhängiges Textilhandelshaus gleichen Namens in Berlin. Bald darauf (vor 1911) wurden die beiden Unternehmen unter Leitung seines Vaters als Peek & Cloppenburg (Düsseldorf) zusammengelegt. Erst danach gründete sein Onkel Anton Cloppenburg (1886–1967) die bis heute davon unabhängige Firma Peek & Cloppenburg (Hamburg).
Durch die Heirat 1901 seines Vaters James Cloppenburg sen. (1877–1926) mit Peeks Tochter Maria Bernardina Johanna Theodora Peek (1879–1937) wuchsen die beiden Familien zusammen.

## Unternehmer
Durch den frühen Tod seines Vaters, der seinen 50. Geburtstag nicht mehr erlebte, übernahm James jr. bereits 1926 im Alter von 23 oder 24 Jahren die Firma. Sowohl den Beginn als auch das Ende der Zeit des Nationalsozialismus hat er offensichtlich politisch unbeschadet überstanden. Während des Zweiten Weltkriegs wurden von ihm u. a. Winteruniformen für den Kriegseinsatz in Russland entwickelt und produziert, in Zusammenarbeit mit der Zentrallagergemeinschaft für Bekleidung (ZLG) von Josef Neckermann.
Bei Kriegsende im Mai waren alle Gebäude der Firma in Deutschland zerstört, trotzdem konnten noch 1945 wieder die ersten provisorischen Verkaufsräume eröffnet werden. In wenigen Jahren, spätestens 1952, waren alle vier Vorkriegsfilialen wieder aufgebaut.

## Eheschließungen und Nachkommen
- Aus der Ehe von James jr. mit Vera Cloppenburg, geb. Wentzel[8], stammten die drei Töchter Vera, Karin und Ingrid[9], die nach der Scheidung bei der Mutter blieben und in Berlin und Kiel aufwuchsen[10]. Diese heiratete 1936 erneut, den Zahnarzt und SS-Mann Rolf Hinrichsen (1910–1941), mit dem sie eine Tochter und zwei Söhne hatte. Nach dessen Tod beim Untergang der Bismarck heiratete sie 1942 dessen älteren Bruder, den SS-Untersturmführer Kurt-Hans Hinrichsen (1907–?) und hatte mit diesem auch drei Kinder, insgesamt also neun Kinder.[8]

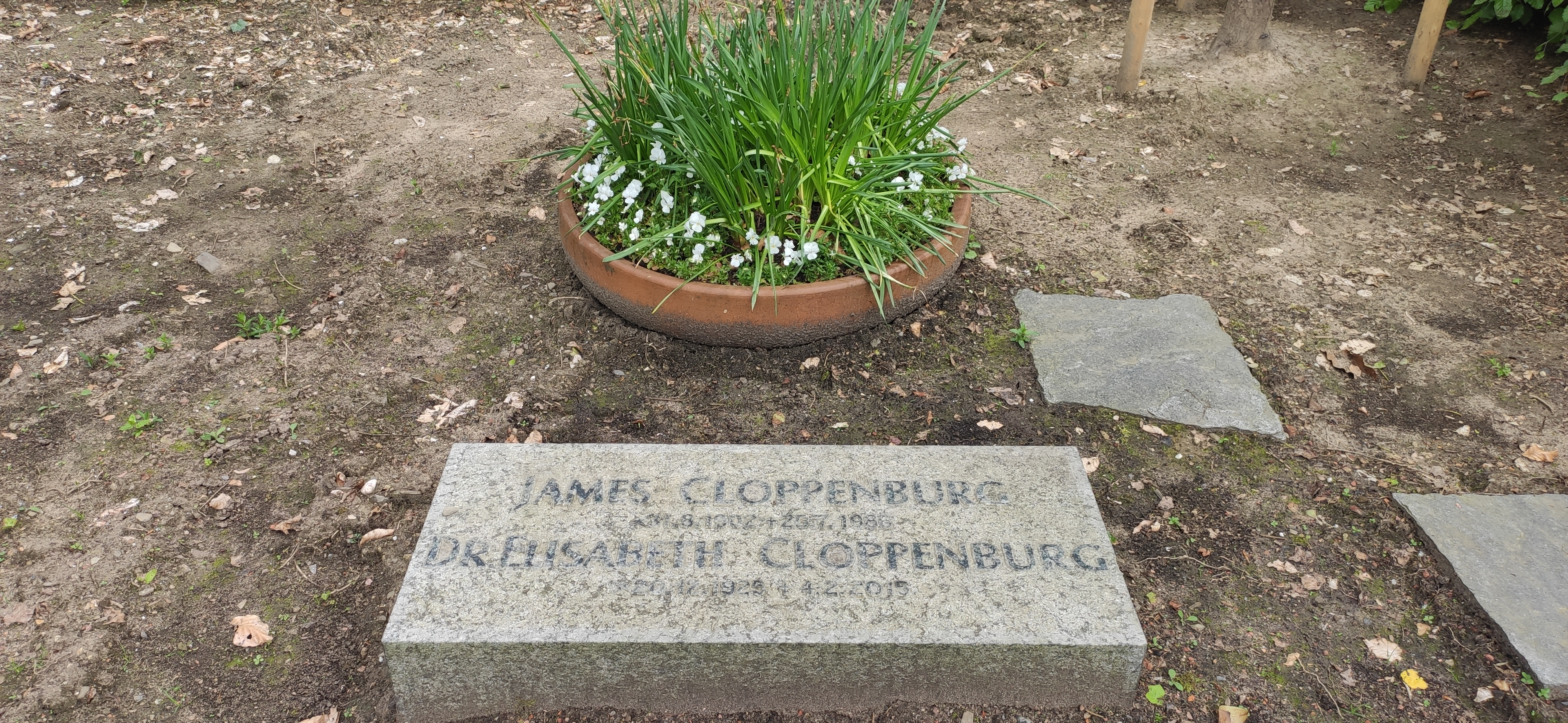
Grabstätte James Cloppenburg jr. und dessen Ehefrau Elisabeth Cloppenburg.

- In den 1930er Jahren hat er wieder geheiratet, Genaues hierüber ist nicht bekannt, jedenfalls wurde er danach Vater seiner beiden Söhne Ulf Cloppenburg (* 1939) und Harro Uwe Cloppenburg (28. Oktober 1940–2023).
- Seine letzte Ehefrau und spätere Witwe war Elisabeth Cloppenburg (1925–2015). Bis zu ihrem Lebensende führte sie einen großbürgerlichen Haushalt in einem Anwesen in Ratingen mit etwa einem Dutzend Mitarbeitern, die teilweise nicht sozialversichert waren und in bar bezahlt wurden, ohne dass das zuständige Finanzamt davon wusste. Nach Informationen des „Spiegel“ soll sie in diesem Zusammenhang gesagt haben: „Es war immer so im Hause Cloppenburg.“[11]

## Verhältnis zum Sohn Ulf
Sein Sohn Ulf, laut James jr. „der einzige Opponent in unserer Familie“, fiel als Nachfolger in der Firmenleitung aus. Er war bereits als junger Mann auch unternehmerisch tätig, indem er als Anführer einer anonymen Schweizer Finanzgruppe marode Textilproduzenten aufkaufte und zerschlug, um die gesunden Firmenteile mit hohem Gewinn für sich und seine Geldgeber zu veräußern. Dieses Geschäftsmodell war nicht im Sinne seines Vaters, der um den guten Ruf seiner Firma fürchtete. Er wollte Ulf aus dem familiären Finanzbund entlassen, die Verhandlungen über einen Kauf der Anteile scheiterten jedoch an den Preisvorstellungen des Sohnes.
Der ehemalige Textilfabrikant Hans Keilholz beauftragte über einen Anwalt eine nähere Untersuchung von Ulfs Geschäften, angeblich um zu verhindern, dass der „Spekulant“ Ulf Cloppenburg die deutsche Unternehmerschaft weiter in „Mißkredit“ bringe. James Cloppenburg bestreitet, damit etwas zu tun zu haben: „Daß ich jemand gegen meinen Sohn mieten sollte, ist einfach absurd.“ Sein Sohn sah das offenbar nicht so, er verklagte 1974 sowohl Keilholz als auch seinen Vater auf fünf Millionen Mark Schadenersatz.

## Verhältnis zum Sohn Harro Uwe
Der andere Sohn Harro Uwe Cloppenburg entwickelte sich hingegen nach den Vorstellungen des Vaters. Er trat 1968 in die Firma ein und führt diese seit dem Tod seines Vaters bis heute.

## Tod
James Cloppenburg starb 1986 im Alter von 84 Jahren. Nähere Umstände wie Todestag, Sterbeort und Ort der Bestattung wurden nicht öffentlich bekannt gemacht.
Seine Grabstätte befindet sich auf dem Evangelischen Waldfriedhof Ratingen-Linnep, nahe dem Schloss Linnep, zusammen mit Dr. Elisabeth Cloppenburg.

## Abgrenzung von anderen Personen namens James Cloppenburg
Außer James sen. und James jr. gab es noch eine dritte Person dieses Namens. Dieser James Cloppenburg (1948–2023) leitete von Ende der 1970er Jahre bis etwa 2015 das andere Unternehmen Peek & Cloppenburg (Hamburg). Er ist der Enkel von dessen Gründer Anton Cloppenburg (1886–1967), des jüngeren Bruders von James sen. und gehört somit einem anderen Familienzweig an.